# کلیسای ارتدکس سریانی
کلیسای ارتدکس سریانی (سریانی کلاسیک: ܥܺܕܬܳܐ ܣܽܘ̣ܪܝܳܝܬܳܐ ܬܪܺܝܨܰܬ ܫܽܘ̣ܒ̥ܚܳܐ) یا کلیسای ارتدکس سریانی انطاکیه یک کلیسای اتوسفالی ارتدوکس مشرقی مستقر در مدیترانه شرقی با جوامع دور از وطن گسترش یافته در سراسر جهان به ویژه در سوئد، هند، آلمان و بریتانیا است. این کلیسا از مناجات سنت جیمز رسول سریانی که از قدیمی‌ترین مناجات بازمانده در مسیحیت است استفاده می‌کند و سریانی به عنوان زبان رسمی علم العبادات آن است.